# Lavelilla
Lavelilla, en aragonais La Velilla est un village de la province de Huesca, situé dans le Sobrarbe à environ sept kilomètres à l'est de la ville de Fiscal, près du village de Jánovas. Il a compté jusqu'à 72 habitants en 1900 mais est aujourd'hui inhabité. Comme ceux des villages de Jánovas, Burgasé ou encore La Cort de Tricas, ses habitants ont été expropriés et expulsés au cours des années 1960 dans le cadre du projet de construction du barrage de Jánovas, finalement non réalisé.